# Theresa Russell
Theresa Lynn Russell (San Diego, 1957. március 20. –) amerikai színésznő.
A legismertebb alakítása Hazel Walker a Glory Days című sorozatban.

## Fiatalkora
1957. március 20-án született San Diegóban, három gyermek közül a legidősebbként, egy tinédzser anya, Carole Platt és Jerry Russell Paup gyermekeként.. Ötéves korában szülei elváltak, apja pedig Mexikóba költözött. Édesanyja később újraházasodott, és Los Angeles megyébe költöztette a családot, ahol Russell elsősorban Burbankben nevelkedett. Anyja új házasságából két féltestvére született.  Elmondása szerint szegénységben nőtt fel, és előfordult, hogy családja élelmiszerjegyekre szorult a megélhetéshez. Viharos volt a kapcsolata mostohaapjával, akit „szörnyűnek”, „alkalmatlannak” és „seggfejnek” nevezett. Tizenhárom éves korára már kísérletezett különböző rekreációs drogokkal.
14 éves korában, amikor még a Burbank High School tanulója volt, egy Los Angeles-i utcán sétálva megszólította egy fotós, aki azt javasolta neki, hogy modellkedjen. Ezt követően modellkedni kezdett egy divatfotósnak, aki az édesanyja barátja volt. 16 évesen otthagyta a középiskolát, és összeköltözött egy 28 éves barátjával, aki sikolyterapeutaként dolgozott. 17 évesen beiratkozott a Lee Strasberg Institute-ba Nyugat-Hollywoodban, hogy színészetet tanuljon.

## Pályafutása
Modellkarrierje révén megismerkedett Peter Douglas fotóssal, Kirk Douglas fiával, aki 1975-ben bemutatta őt Sam Spiegel filmproducernek. Abban az időben Spiegel éppen F. Scott Fitzgerald Az utolsó cézár című regényének filmes adaptációján dolgozott, amelyet Elia Kazan rendezett. Spiegel javasolta, hogy menjen el meghallgatásra Cecilia Brady szerepére, aki egy stúdióvezető lánya – végül meg is kapta a szerepet. A következő évben egy problémás fiatal nő szerepére választották a Próbaidő című drámában, amelyben egy bűnözővel kerül kapcsolatba. 1979-ben CBS Blind Ambition című minisorozatában játszott, egy életrajzi drámában, amely a Watergate-botrányt dolgozta fel. A sorozatban Maureen Deant, a Fehér Ház jogi tanácsadója, John Dean feleségét alakította. Ezután Milena Flaherty szerepére választották a Rossz időzítés című filmben, amelyben egy Bécsben élő fiatal amerikai nőt alakított, aki egy problémás kapcsolatba kerül egy pszichoanalitikussal.
1982-ben elvállalta Daria Nicolodi karakterének angol nyelvű szinkronizálását a Tenebre című giallo filmben, amelyet Dario Argento rendezett. Következő filmes szerepe Nicolas Roeg Heuréka című drámájában volt, ahol egy Klondike-ban élő nő lányát alakította. 1985-ben Marilyn Monroe-t alakította A színésznő és a relativitás című alternatív történelemfilmben. 1987-ben a Fekete özvegy című filmben tűnt fel. A következő évben 29-es vágány című filmben szerepelt, ahol egy fiatal déli nőt alakított, aki találkozik egy titokzatos brit vándorral. Ezután egy közvédőt alakított Az igazság törvénye című bűnügyi drámában. 1990-ben szerepet kapott Sondra Locke A bűn vonzásában című filmjében, ahol egy rendőrt alakított.
A következő évben prostituáltat alakított Ken Russell szatirikus drámájában, a Whore-ban. Ugyanebben az évben, főszerepet kapott Jeremy Irons mellett Steven Soderbergh Kafka című filmjében, amely egy fekete-fehér, szürrealista adaptációja több Franz Kafka történetnek. 1994-ben a brit dráma, az Ember a talpán narrátora volt. 1998-ban szerepet kapott a neo-noir thrillerben, a Vad vágyakban.
2001-ben szerepet kapott A hitetlen című drámában, amelyet Henry Bean írt és rendezett. 2007-ben a Pókember 3. című filmben is szerepelt, ahol Emma Marko szerepét játszotta. 2009-ben a Nem kellesz eléggé című romantikus vígjátékban szerepelt, ahol Scarlett Johansson karakterének édesanyját alakította, bár jeleneteit végül kivágták a filmből.

## Magánélete
1982 februárjában összeházasodtak Nicolas Roeg rendezővel Westminsterben. A következő években két fiuk született: Statten (1983) és Maximillian (1985).

## Filmográfia

### Film
| Év   | Magyar cím                             | Eredeti cím                                       | Szerep                        | Magyar hang                                               |
| ---- | -------------------------------------- | ------------------------------------------------- | ----------------------------- | --------------------------------------------------------- |
| 1976 | Az utolsó filmcézár                    | The Last Tycoon                                   | Cecilia Brady                 | Györgyi Anna                                              |
| 1978 | Próbaidő                               | Straight Time                                     | Jenny Mercer                  | Balogh Erika                                              |
| 1980 | Rossz időzítés                         | Bad Timing                                        | Milena Flaherty               | Udvaros Dorottya                                          |
| 1982 | Tenebre                                | Tenebre                                           | Anne (angol hangja)           |                                                           |
| 1983 | Heuréka                                | Eureka                                            | Tracy McCann Maillot Van Horn | Györgyi Anna                                              |
| 1984 | Borotvaélen                            | The Razor's Edge                                  | Sophie MacDonald              | Szávai Viktória                                           |
| 1985 | A színésznő és a relativitás           | Insignificance                                    | Színésznő                     | Györgyi Anna                                              |
| 1987 | Fekete özvegy                          | Black Widow                                       | Catharine Petersen            | Orosz Helga                                               |
| 1987 | Ária                                   | Aria                                              | Zog király                    |                                                           |
| 1988 | 29-es vágány                           | Track 29                                          | Linda Henry                   | Udvaros Dorottya (1. változat) Andresz Kati (2. változat) |
| 1989 | Az igazság törvénye                    | Physical Evidence                                 | Jenny Hudson                  | Kovács Nóra                                               |
| 1990 | A bűn vonzásában                       | Impulse                                           | Lottie Mason                  | Radó Denise                                               |
| 1991 |                                        | Whore                                             | Liz                           |                                                           |
| 1991 | Rideg mennyország                      | Cold Heaven                                       | Marie Davenport               | Spilák Klára                                              |
| 1991 | Kafka                                  | Kafka                                             | Gabriela                      | Kováts Adél                                               |
| 1993 |                                        | Thicker Than Water                                | Debbie / Jo                   |                                                           |
| 1994 | Ember a talpán                         | Being Human                                       | Mesélő (hangja)               | Kocsis Judit                                              |
| 1995 | Aljas indokból                         | Trade-Off                                         | Jackie Daniels                | Radó Denise                                               |
| 1995 | A galamb röpte                         | The Spy Within                                    | Mary Ann Curran               | Kiss Mari                                                 |
| 1995 | Egy ifjú jenki Arthur király udvarában | A Young Connecticut Yankee in King Arthur's Court | Morgan le Fay                 |                                                           |
| 1995 | Groteszk                               | The Grotesque                                     | Lady Harriet Coal             | Básti Juli                                                |
| 1996 | Találkozás egy idegennel               | Once You Meet a Stranger                          | Margo Anthony                 | Simorjay Emese                                            |
| 1996 | Elsőszámú közellenség                  | The Spy Within                                    | Kate "Ma" Barker              | Radó Denise                                               |
| 1996 |                                        | The Proposition                                   | Catherine Morgan              |                                                           |
| 1998 | Vad vágyak                             | Wild Things                                       | Sandra Van Ryan               | Incze Ildikó                                              |
| 1998 |                                        | Running Woman                                     | Emily Russo                   |                                                           |
| 2000 | A szerencse városa                     | Luckytown                                         | Stella                        | Kocsis Mariann                                            |
| 2001 | A hitetlen                             | The Believer                                      | Lina Moebius                  | Andresz Kati                                              |
| 2001 | Embertelen pók                         | Earth vs. the Spider                              | Trixie Grillo                 | Braun Rita (1. változat) Götz Anna (2. változat)          |
| 2002 |                                        | The House Next Door                               | Helen Schmidt                 | Radó Denise                                               |
| 2002 |                                        | Passionada                                        | Lois Vargas                   |                                                           |
| 2002 | Passionada – A szerelem játéka         | Now & Forever                                     | Dori Wilson                   |                                                           |
| 2002 | Gyilkos vipera                         | Project Viper                                     | Dr. Nancy Burnham             | Orosz Anna                                                |
| 2003 | Szelíd szerelem                        | Love Comes Softly                                 | Sarah Graham                  | Menszátor Magdolna                                        |
| 2003 |                                        | Water Under the Bridge                            | Jackie O'Connor               |                                                           |
| 2003 |                                        | The Box                                           | Dora Baker                    |                                                           |
| 2005 |                                        | Blind Injustice                                   | Joanna Bartlett               |                                                           |
| 2007 | Pókember 3.                            | Spider-Man 3                                      | Emma Marko                    | Rácz Kati                                                 |
| 2007 |                                        | On the Doll                                       | Diane                         |                                                           |
| 2008 |                                        | Chinaman's Chance: America's Other Slaves         | Mrs. Williams                 |                                                           |
| 2008 |                                        | Jolene                                            | Kay néni                      |                                                           |
| 2008 |                                        | Dark World                                        | Nicole                        |                                                           |
| 2009 |                                        | 16 to Life                                        | Louise                        |                                                           |
| 2011 | Született motorosok                    | Born to Ride                                      | Frances Callahan              | Orosz Anna                                                |
| 2011 |                                        | Rid of Me                                         | Mrs. Lockwood                 |                                                           |
| 2011 |                                        | 1 Out of 7                                        | Lexi anyja                    |                                                           |
| 2012 |                                        | The Legends of Nethiah                            | Nethiah anyja                 |                                                           |
| 2012 |                                        | Liz & Dick                                        | Sara Taylor                   |                                                           |
| 2014 |                                        | Moving Mountains"'                                | Trish Bragg                   |                                                           |
| 2014 |                                        | A Winter Rose                                     | Rachal Love                   |                                                           |

### Televízió
| Év        | Magyar cím                       | Eredeti cím                  | Szerep                         | Megjegyzések                                |
| --------- | -------------------------------- | ---------------------------- | ------------------------------ | ------------------------------------------- |
| 1979      |                                  | Blind Ambition               | Maureen Dean                   | 1 epizód                                    |
| 1993      |                                  | A Woman's Guide to Adultery  | Rose                           | 3 epizód                                    |
| 1999      |                                  | G vs E                       | Reesa Tussel                   | 1 epizód                                    |
| 2000      | Nash Bridges – Trükkös hekus     | Nash Bridges                 | Ellen Holiday / Sarah Williams | 1 epizód                                    |
| 2002      |                                  | Glory Days                   | Hazel Walker                   | főszereplő                                  |
| 2005      | A múlt fogságában                | Empire Falls                 | Charlene                       | - 2 epizód - magyar hangja - Németh Kriszta |
| 2006      | Esküdt ellenségek: Bűnös szándék | Law & Order: Criminal Intent | Regina Reid                    | 1 epizód                                    |
| 2007      |                                  | American Heiress             | Jordan Wakefield               | mellékszereplő                              |
| 2009      | A rejtély                        | Fringe                       | Rebecca Kibner                 | 1 epizód                                    |
| 2010      | Döglött akták                    | Cold Case                    | Rachel Malone                  | 1 epizód                                    |
| 2012–2013 |                                  | Delete                       | Fiona                          | 2 epizód                                    |